# Elisabeth Hude
Elisabeth Fredrika von der Hude (8. januar 1894, København - 1. januar 1976, samme sted) var en dansk litteraturhistoriker og viceefor for Kvinderegensen.
Elisabeth Hude var datter af rektoren Karl Hude og Wilhelmina Fredrika Margaretha Ohlson.
I 1911 blev Elisabeth Hude student fra Frederiksborg, hun blev i 1919 gift med professor Svend Aage Frederik Dichmann Pallis. Hun debuterede i bogform med bogen Caroline Schlegel i 1944, mange af hendes bøger handlede om guldalderens store kvindeskikkelser. I perioden 1940-58 formand for foreningen Kvindelige Akademikere.
Elisabeth Hude blev udnævnt til ridder af Dannebrogordenen i 1952.